# Крістіан Гансен (веслувальник)
Крістіан Гансен (дан. Christian Hansen, 14 серпня 1890 — 10 вересня 1953) — данський академічний веслувальник.
Олімпійський чемпіон 1912 року в складі розпашної четвірки зі стерновим з внутрішніми кочетами.